# Bobbie Koek
 (janvier 2019).
Si vous disposez d'ouvrages ou d'articles de référence ou si vous connaissez des sites web de qualité traitant du thème abordé ici, merci de compléter l'article en donnant les références utiles à sa vérifiabilité et en les liant à la section « Notes et références ».
Bobbie Koek, née le 14 avril 1985 à Roelofarendsveen,, est une actrice, réalisatrice et scénariste néerlandaise.

## Filmographie

### Actrice

#### Cinéma et téléfilms
- 2004-2013 : Kinderen geen bezwaar (nl) : Inke
- 2005 : Au cigogne! : Ellen
- 2006 : Grijpstra & de Gier (nl) : Melanie Schutter
- 2007 : Flikken Maastricht : La fille en panique
- 2012 : Hoe kom je erop? : La policière

### Réalisatrice et scénariste
- 2015 : Waar zij waren
- 2016 : Tamu
- 2018 : Skam NL (nl)